# Santa Croce del Montello
Santa Croce del Montello (Santa Croxe del Montel in veneto) è una località del comune di Nervesa della Battaglia, in provincia di Treviso.

## Geografia fisica
L'abitato è sorto attorno alla parrocchia omonima, posto ai piedi del Montello, tra il versante nord e il fiume Piave.